# Theater Madame Lothár

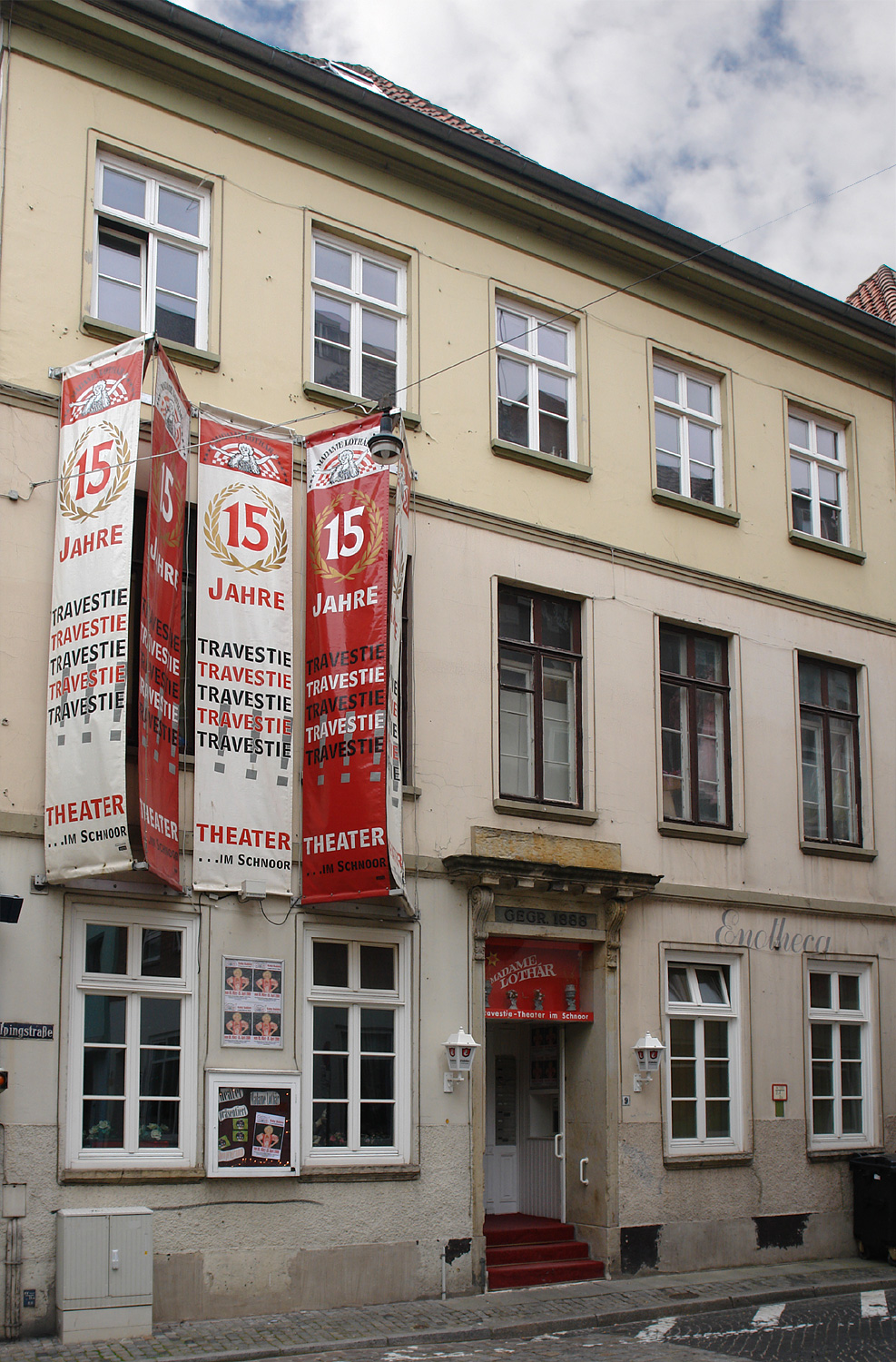
Das ehemalige Theater Madame Lothár in der Kolpingstraße (April 2008)

Das Theater Madame Lothár im Bremer Schnoorviertel war ein privat geführtes Travestietheater, das als Kleinkunstbühne im Bereich Travestie, Chanson und Comedy überregional bekannt wurde und als „bremische Institution“ galt. Madame Lothár war auch der Künstlername des Theatergründers und Inhabers Lothar Gräbs (1933–2013), der als Travestiekünstler Karriere machte. Das Travestietheater bestand von 1992 bis 2008.
Als Nachfolger wird dort seit März 2009 unter neuer und inzwischen wechselnder Leitung das Teatro Magico in Form eines Eventtheaters betrieben.

## Geschichte
Das Theater wurde 1992 von dem Hotel- und Gastronomiefachmann und Travestiekünstler Lothar Gräbs gegründet und anfangs unter der Bezeichnung Madame Lothar's Travestietheater geführt. Es befand sich im Wohnhaus Kolpingstraße 9.

### Lothar Gräbsalias Madame Lothár
Lothar Gräbs (* 15. Januar 1933 in Essen; † 19. November 2013 in Bremen) wuchs in Essen auf, machte dort bei der Familie Krupp in der „Villa Hügel“ eine Ausbildung als Kellner und studierte nebenbei an der Essener Folkwangschule Sprechen, Gesang und Tanz, unter anderem bei dem Tanzpädagogen Kurt Jooss. Seine weitere Ausbildung im Gastronomie- und Hotelbereich machte er im Hotel Montana in Neuchâtel in der Schweiz, wo er auch seine künstlerische Ausbildung bei dem bekannten Tänzer Harald Kreutzberg fortsetzen konnte.
Er arbeitete dann in der Gastronomie und kam über verschiedene internationale Stationen Anfang der 1960er Jahre nach Bremen. Dort wurde Gräbs Geschäftsführer der Emil-Fritz-Betriebe im bekannten Varieté Astoria, wo er Kontakte zu namhaften Künstlern wie zum Beispiel Angèle Durand, Brigitte Mira, Siegfried und Roy und Nana Gualdi knüpfen und sich später von ihnen Anregungen für seine eigene künstlerische Arbeit holen konnte.
Nach der Schließung des Varietés Astoria machte Gräbs sich 1969 zunächst mit der Kleinkunstbühne Mic Mac im Bremer Ostertorviertel selbständig, wo er junge Travestiekünstler förderte, wie zum Beispiel Mary Morgan (auch als Mary bekannt). Gräbs trat dort auch selbst als Travestiekünstler auf und entwickelte dabei die Travestiefigur Madame Lothár. Darüber hinaus nahm er Theaterrollen im Packhaustheater Bremen an.

### Lothar Gräbs’Theater Madame Lothár
Nachdem die an einer kulturellen Belebung des von ihr betreuten Bremer Schnoorviertels, in der Bremer Altstadt (Stadtteil Bremen-Mitte), interessierte Schnoor GmbH ihm ein entsprechendes Angebot gemacht hatte, gründete Gräbs 1992 zusammen mit Matthias Schnaars, der den gastronomischen und geschäftlichen Bereich übernahm, das Theater Madame Lothár. Eingerichtet wurde das Theater in dem Gewölbekeller eines 1820 erbauten und 1888 aufgestockten ehemaligen Wohnhauses in der Kolpingstraße Nr. 9, das als Bestandteil der sogenannten Denkmalgruppe Schnoor im Jahr 1973 unter Denkmalschutz gestellt worden war. Der Zuschauerraum verfügt über zirka 100 Sitzplätze. Im Theater Madame Lothár gab es auch ein gastronomisches Angebot sowie eine in den Zuschauerbereich integrierte Bar.
Nach einigen Anlaufschwierigkeiten erzielte das Madame Lothár, in dem Gräbs auch selbst in dieser Rolle auftrat, mit einem abwechslungsreichen Programm und vielen Gastauftritten bekannter Künstler große Erfolge beim Publikum und wurde über Bremen hinaus bekannt. Infolge von langwierigen Erkrankungen, bei denen er ein Bein verlor, musste Gräbs ab Mitte der 1990er Jahre seine aktive Bühnentätigkeit einschränken. Gräbs Partner Matthias Schnaars, der dort zwischenzeitlich unter dem Künstlernamen Matthi-As ebenfalls als Travestiekünstler Karriere gemacht hatte, zog sich ab 2005 ebenfalls von der Bühnentätigkeit zurück und ist im Mai 2010 verstorben.
In der Folge wurde das Programm, das für seine phantasievollen Kostüme, Comedy und Parodie bekannt war, von einem festen Hausensemble, den ML-Sisters, sowie durch Gastauftritte verschiedener Künstler, Kleinkunstdarsteller und Travestiekünstler aus dem In- und Ausland bestritten. Gräbs, der nach dem Verlust des zweiten Beines im Sommer 2002 auf einen Rollstuhl angewiesen war, führte seine Theatergäste immer noch selbst als Madame Lothar durch das Programm. Seinen 75. Geburtstag feierte er im Januar 2008 mit einer Bühnenshow.
Unter anderem traten in dem Theater folgende Künstler auf: Lys Assia, Laurence Gèrrard (als Marlene-Dietrich-Double), Nana Gualdi, Heidi Kabel, Su Kramer, Evelyn Künneke, Brigitte Mira, Tina Rainford, Mary Roos und ihre Schwester Tina York, die Jacob Sisters und Helen Vita. Gräbs engagierte sich auch im sozialen Bereich und unterstützte dem Gemeinwohl dienende Einrichtungen durch Benefizveranstaltungen, wie zum Beispiel anlässlich des 10-jährigen Bestehens seines Theaters im Juni 2002 zugunsten der Bremer Kinderklinik.
Im Mai 2008 musste Gräbs den Betrieb seines Travestietheaters aufgrund finanzieller Schwierigkeiten, die zu einem Insolvenzverfahren führten, aufgeben.
Im Januar 2013 feierte Gräbs seinen 80. Geburtstag mit einer Benefiz-Gala zugunsten des gemeinnützigen Vereins Bremer Kinder in Not. Lothar Gräbs starb im November des gleichen Jahres.

## DasTeatro Magico
Anfang 2009 wurde das Theater von dem Veranstaltungsmanager Thomas Vehorn übernommen, der es nach Umbau und Neueinrichtung Anfang März 2009 unter neuem Namen als Teatro Magico wiedereröffnete. Bei der Eröffnungsshow trat unter anderem auch Travestie-Star Lilo Wanders als Ehrengast auf. In Form eines Eventtheaters geführt, werden dort Kleinkunstauftritte, Travestieshows, Varieté und Kabarett angeboten. Daneben wird der Theater-Gewölbekeller auch für Ausstellungen, Firmenfeiern und Nachwuchswettbewerbe genutzt.
Das umgebaute und renovierte Theater verfügt über etwa 90 Sitzplätze und ist mit einer kleinen Bühne und mit einer Bar ausgestattet. Nachdem Vehorn im März 2010 Insolvenz anmelden musste, wird das Teatro Magico seit Mai 2010 unter Leitung von Wolfgang Schwarze weiterbetrieben. Die vermögenslose Teatro Magico UG (haftungsbeschränkt) wurde am 10. September 2012 im Handelsregister auf Grund des § 394 FamFG von Amts wegen gelöscht.

## Diskografie
- Madame Lothár & Matthi-As: Travestie-Theater Bremen. Live Mitschnitt (Audio-CD)
- Madame Lothár: Madame Lothár – Live (2000; Audio-CD)